# Interpłast Ługańsk
MFC Interpłast Ługańsk (ukr. МФЦ «Інтерпласт» Луганськ) – ukraiński klub futsalu kobiet, mający siedzibę w mieście Ługańsk we wschodniej części kraju, grający w latach 2004–2006 w rozgrywkach futsalowej Wyższej Ligi.

## Historia
Chronologia nazw:
- 2004: MFC Interpłast Ługańsk (ukr. МФЦ «Інтерпласт» Луганськ)

Centrum futsalu Interpłast Ługańsk został założony w Ługańsku w 2004 roku i reprezentował prywatne ukraińsko-litewskie przedsiębiorstwo o tej samej nazwie "Interpłast". W sezonie 2004/05 drużyna zgłosiła się do rozgrywek futsalowej Wyższej Ligi kobiet, zajmując trzecie miejsce. W następnym sezonie 2005/06 zespół zdobył mistrzostwo kraju. Ale potem sponsor zaprzestał finansować zespół, po czym klub został rozwiązany.

## Barwy klubowe, strój, herb, hymn
|  |  |

Klub ma barwy czerwono-białe. Piłkarki domowe spotkania zazwyczaj grają w czerwonych koszulkach, czerwonych spodenkach oraz czerwonych getrach.

## Sukcesy

### Trofea międzynarodowe
Nie uczestniczył w rozgrywkach europejskich (stan na 31-05-2021).

### Trofea krajowe
| \| \| Zdobyte trofea w rozgrywkach Ukrainy (stan na: 31-05-2021) \| |                                                            |      |          |
| Rozgrywki                                                           | Osiągnięcie                                                | Razy | Sezon(y) |
| · Mistrzostwo                                                       | I miejsce                                                  | 1    | 2005/06  |
| · Mistrzostwo                                                       | II miejsce                                                 | 0    |          |
| · Mistrzostwo                                                       | III miejsce                                                | 1    | 2004/05  |
| Puchar                                                              | zdobywca                                                   | 0    |          |
| Puchar                                                              | finalista                                                  | 0    |          |
| · Superpuchar                                                       | zdobywca                                                   | 0    |          |
| · Superpuchar                                                       | finalista                                                  | 0    |          |
| II liga                                                             | I miejsce                                                  | 0    |          |
| II liga                                                             | II miejsce                                                 | 0    |          |
| II liga                                                             | III miejsce                                                | 0    |          |
| Ukraina                                                             | Zdobyte trofea w rozgrywkach Ukrainy (stan na: 31-05-2021) |      |          |

## Poszczególne sezony

### Rozgrywki międzynarodowe

#### Europejskie puchary
Nie uczestniczył w rozgrywkach europejskich (stan na 31-05-2021).

### Rozgrywki krajowe
| \| \| Bilans występów klubu w rozgrywkach Ukrainy (Stan na 31 maja 2021 r.) \| |                                                                       |        |       |   |   |   |    |    |     |           |        |        |      |
| Poziom                                                                         | Rozgrywki                                                             | Sezony | Mecze | Z | R | P | B+ | B– | Pkt | Lata      | Awanse | Spadki | Naj. |
| I                                                                              | Wyszcza liha                                                          | 2      |       |   |   |   |    |    |     | 2004–2006 | 0      | 0      | 1    |
| II                                                                             | Persza liha                                                           | 0      |       |   |   |   |    |    |     |           | 0      | 0      |      |
|                                                                                | Puchar Ukrainy                                                        | ?      |       |   |   |   |    |    |     | 2004–2006 | 0      | 0      | ?    |
| Ukraina                                                                        | Bilans występów klubu w rozgrywkach Ukrainy (Stan na 31 maja 2021 r.) |        |       |   |   |   |    |    |     |           |        |        |      |

## Hala
Drużyna rozgrywa swoje mecze w Hali ŁTK Arena, który może pomieścić 1500 widzów.